# Methods, data, analyses (mda)
methods, data, analyses (mda) (ehemals Methoden, Daten, Analysen) ist eine internationale begutachtete (peer-reviewed) wissenschaftliche Fachzeitschrift zur empirischen Sozialforschung.

## Inhalt
methods, data, analyses veröffentlicht Forschungsergebnisse zu Fragen der quantitativen Methoden der empirischen Sozialforschung mit Fokus auf die Umfragemethodik. mda wird sowohl als Druckversion als auch online als Open-Access-Zeitschrift herausgegeben.

## Geschichte
Die Zeitschrift existiert seit 2007. Seit 2014 werden die Artikel ausschließlich in Englisch veröffentlicht. Sie wird von der GESIS – Leibniz-Institut für Sozialwissenschaften herausgegeben. Der erste Chefredakteur der Zeitschrift war Christof Wolf, bis Henning Best von 2013 bis 2016 diese Rolle übernahm. Ab 2016 war Annelies G. Blom die Chefredakteurin von mda, 2019 folgte ihr Melanie Revilla.
mda ist im Emerging Sources Citation Index und im Directory of Open Access Journals (DOAJ) vertreten.

## Belege
1. ↑  Editorial Policies. Abgerufen am 17. Juli 2018 (amerikanisches Englisch).
2. ↑  Journal History. GESIS, abgerufen am 6. Juli 2021.
3. ↑  methods, data, analyses. Abgerufen am 17. Juli 2018 (amerikanisches Englisch).